# Sébastien Guerrero
Pour les articles homonymes, voir Guerrero (homonymie).
Sébastien Guerrero, né le 18 juillet 1987 à Bayonne, est un tireur sportif français.

## Carrière sportive
Sébastien Guerrero est médaillé de bronze en fosse olympique par équipe junior aux Championnats du monde de tir aux plateaux 2005 à Lonato del Garda. 
En 2018, il est médaillé de bronze par équipe en fosse olympique avec Antonin Desert et Dorian Oblet aux championnats d'Europe de tir plateau à Leobersdorf.
Il est médaillé de bronze en fosse olympique par équipes avec Clément Bourgue et Antonin Desert aux Championnats d'Europe de tir plateau 2019 à Lonato del Garda.

## Autres activités
Après avoir été ouvrier dans le bâtiment, il exerce un commerce itinérant de poissonnerie dans le pays basque français.